# José Manuel Abal
José Manuel Abal Lores es un deportista español que compitió en atletismo adaptado. Ganó una medalla de plata en los Juegos Paralímpicos de Barcelona 1992 en la prueba de pentatlón (clase PW3-4).

## Palmarés internacional
| Juegos Paralímpicos | Juegos Paralímpicos | Juegos Paralímpicos | Juegos Paralímpicos |
| Año                 | Lugar               | Medalla             | Prueba              |
| ------------------- | ------------------- | ------------------- | ------------------- |
| 1992                | Barcelona (España)  | Medalla de plata    | Pentatlón PW3-4     |